# Kōhei Kawata
Kōhei Kawata (japanisch 河田 晃兵 Kawata Kōhei; * 13. Oktober 1987 in Ōita) ist ein japanischer Fußballspieler.

## Karriere
Kawata erlernte das Fußballspielen in der Schulmannschaft der Oita Tsurusaki High School und der Universitätsmannschaft der Fukuoka-Universität. Seinen ersten Vertrag unterschrieb er 2010 bei Gamba Osaka. Der Verein spielte in der höchsten Liga des Landes, der J1 League. 2012 wurde er an den Zweitligisten Avispa Fukuoka ausgeliehen. Für Avispa absolvierte er 10 Ligaspiele. 2013 wurde er an den Erstligisten Ventforet Kofu ausgeliehen. Für den Verein absolvierte er 17 Erstligaspiele. 2014 kehrte er zu Gamba Osaka zurück. 2015 wechselte er nach Kōfu zum Ligakonkurrenten Ventforet Kofu. Am Ende der Saison 2017 stieg der Verein in die zweite Liga ab. Am 15. Oktober 2022 stand er mit Kofu im Finale des japanischen Pokals, wo man im Elfmeterschießen den Erstligisten Sanfrecce Hiroshima besiegte.

## Erfolge
Gamba Osaka
- Japanischer Meister: 2014

- Japanischer Ligapokalsieger: 2014

- Japanischer Pokalsieger: 2014

Ventforet Kofu
- Japanischer Pokalsieger: 2022